# Crennes-sur-Fraubée
Crennes-sur-Fraubée település Franciaországban, Mayenne megyében. Lakosainak száma 197 fő (2022. január 1.). Crennes-sur-Fraubée Pré-en-Pail-Saint-Samson, Villepail, Javron-les-Chapelles, Le Ham, Villaines-la-Juhel, Averton és Gesvres községekkel határos.

## Népesség
A település népességének változása:
| Lakosok száma | 180  | 180  | 190  | 186  | 202  | 195  | 193  | 194  | 195  | 197  |
|               | 1968 | 1982 | 1990 | 2006 | 2013 | 2015 | 2017 | 2019 | 2020 | 2022 |